# Blake Foster
Blake Anthony Foster (Northridge (Californië), 29 mei 1985) is een Amerikaanse acteur.

## Biografie
Foster werd geboren in Northridge (Californië), in een gezin van twee kinderen. 
Foster begon op vierjarige leeftijd met de vechtsport Tang Soo Do, en in 1996 haalde hij zijn zwarte band in deze sport. Hij leerde deze sport in de Tom Bloom Karate Studio van Tom Bloom.
Foster begon in 1993 met acteren in de televisieserie Beverly Hills, 90210. Hierna heeft hij nog meerdere rollen gespeeld in televisieseries en films. Hij is vooral bekend door zijn acteren in de televisieserie Power Rangers: Turbo (1997).
Foster’s favoriete artiesten zijn Snoop Dogg, Dr. Dre, Tupac, The Rolling Stones, Steely Dan en Michael Bublé.

## Prijzen
- 1998 Young Artist Award in de categorie Beste Optreden in een Hoofdfilm met de film Turbo: A Power Rangers Movie – genomineerd.
- 2002 Young Artist Award in de categorie Beste Optreden in een Hoofdfilm met de film Kids World – genomineerd.

## Filmografie

### Films
Uitgezonderd korte films.
- 2015 A Life Untitled - als baas van Jimmy
- 2008 Thunderkick - als Blue Ranger
- 2008 Drifter TKD – als Jesse Tyler
- 2007 What's Stevie Thinking? – als Mark Lanalampi
- 2002 The Brady Bunch in the White House – als Peter Brady
- 2001 Kids World – als Mitchell
- 1998 Rusty: A Dog’s Tale – als Jory
- 1998 Casper Meets Wendy – als Josh Jackson
- 1997 Turbo: A Power Rangers Movie – als Justin Stewart en Blue Turbo Ranger
- 1995 Above Suspicion – als Damon Cain
- 1994 Family Album – als jonge Lionel
- 1993 Street Knight – als ??

### Televisieseries
Uitgezonderd eenmalige gastrollen.
- 2006 Skater Boys – als Mike – 2 afl.
- 1997 Power Rangers: Turbo – als Justin Stewart en Blue Turbo Ranger – 45 afl.

### Tv-reclamespotjes
- Rice Krispies
- Cyberforce
- McDonald's
- Buick
- Hefty Trash Bags
- Huffy Bicycles

- International Standard Name Identifier: 0000 0001 1971 604X
- Library of Congress Control Number: no2011069605
- Virtual International Authority File: 170662019
- WorldCat: E39PBJptWWxYjJkxhGKB8Gbcfq